# 续金瓶梅
《续金瓶梅》，明末清初作家丁耀亢的小说，是《金瓶梅》的续书，通过《金瓶梅》中人物轮回转世的故事讲述因果报应，导人向善、劝人戒色。全书共64章回。它和《隔帘花影》、《金屋梦》一共被合为《金瓶梅续书三种》。丁耀亢是丁惟宁的儿子、丁纯的孙子，他的父亲和祖父一直被学术界认为可能是《金瓶梅》的作者。

## 写作年代
《续金瓶梅》的作者虽然是真实署名，但是写作年代不详，学术界有诸多争议，黄霖《金瓶梅续书三种·前言》认为是1661年创作的，张清吉《〈续金瓶梅〉的成书年代》认为是1654年到1658年创作的，石玲《〈续金瓶梅〉的作期及其他》、孙玉明《〈续金瓶梅〉成书年代考》、王谨《试论〈续金瓶梅〉的创作年代》认为是1660年创作的，欧阳健《〈续金瓶梅〉的成书年代》认为是1648年到1654年创作的。
《续金瓶梅》的刊印时间则是1660年（顺治十七年）或1661年（顺治十八年）。